# Sebastian Grabowski
Sebastian Grabowski znany jako Zenek (ur. 25 sierpnia 1982 w Zwoleniu) – polski muzyk rockowy. W latach 1997–2018 frontman, wokalista, autor muzyki i tekstów zespołu Kabanos.

## Pseudonim
Jako artysta nie używa prawdziwego nazwiska. Używa imienia Zenon, które jest jego trzecim imieniem, które nadał sobie na bierzmowaniu. Znany jest jako Zenek. Na kasetach i płytach zespołu Kabanos podpisywany był jako Zenon Danon. Od 2018 występował solowo jako Zenek/Zenon Kupatasa, natomiast w listopadzie 2024 roku poinformował w mediach społecznościowych o zmianie pseudonimu artystycznego na Zenek Grabowski.

## Dyskografia

### Albumy
- 2007: Zęby w ścianę jako Kabanos
- 2010: Flaki z olejem jako Kabanos
- 2012: Kiełbie we łbie jako Kabanos
- 2014: Dramat współczesny jako Kabanos
- 2015: Balonowy Album jako Kabanos
- 2016: 33 jako Zenek Kupatasa[8]
- 2016: Płachta na byka jako Zenek Kupatasa[9]
- 2018: Odgrzewane Kotlety jako Kabanos
- 2019: Darmowe przytulasy jako Zenek Kupatasa[10]
- 2019: Płachta na byka jako Zenek Kupatasa[9]
- 2020: O! jako Zenek Kupatasa[11]
- 2022: Rezyliencja I. Tak 3mać! jako Zenek Kupatasa[12]
- 2023: Rezyliencja II: Jakie to jest piękne jako Zenek Kupatasa[13]
- 2025: Jeszcze raz to samo jako Zenek Grabowski (premiera zaplanowana na jesień 2025)[14]

### Kompilacje
- 1997: Hej Wiśta Hola jako Kabanos
- 2000: Zesrała się dupa i płacze jako Kabanos
- 2001: Skarpetki muszą mieć wilgoć jako Kabanos
- 2012: Na pudle jako Kabanos

### Minialbumy
- 2008: Jesienny dół jako Kabanos

### Single
- 2002: Za X jako Kabanos
- 2008: Czczej Jeźdźczy Szatana na Czczo jako Kabanos
- 2023: Sztuczna inteligencja jako Zenek Kupatasa

### Nagrody
| Rok  | Kategoria                        | Nagroda                   | Rezultat   | Źródło |
| ---- | -------------------------------- | ------------------------- | ---------- | ------ |
| 2016 | Płyta roku 2015 (Balonowy Album) | Płyta Roku Antyradia 2015 | 1. miejsce | [ 15 ] |

## Życie prywatne
Jest żonaty. Posiada wykształcenie magistra psychologii mediów.

## Inne
Przeprowadzał wywiady z muzykami, m.in. z Dezem Fafarą. Działał również jako DJ na imprezach rock-metalowych w Warszawie.